# 多啦A夢 (星野源單曲)
《多啦A夢》（日语：ドラえもん）是日本唱作歌手星野源的第11首單曲，由SPEEDSTAR RECORDS在2018年2月28日发行，单曲A面曲是同名動漫的電影《大雄的金銀島》的主題曲。
2019年9月6日，朝日電視台宣布此曲自同年10月5日起成為新的電視動畫主題曲，此曲作為電視動畫主題曲用至2024年11月2日。

## 背景
2017年12月1日，星野源宣佈他將負責創作《大雄的金銀島》的主題歌和插曲，後於2018年1月15日宣佈主題曲的歌名是《多啦A夢》，將成為他第11首單曲，並將於同年2月28日發行。
其中所收錄的第三首歌曲THE SHOWER是想像源靜香的視角而編寫的歌曲，而第四首歌曲則是在多啦A夢專屬配音員水田探班當天所錄製的多啦A夢經典主題曲，整張EP元素與多啦A夢故事緊密重疊。

## 收錄歌曲
| CD單曲、數碼下載 | CD單曲、數碼下載            | CD單曲、數碼下載 |
| 曲序             | 曲目                        | 时长             |
| ---------------- | --------------------------- | ---------------- |
| 1.               | 多啦A夢（ドラえもん）                 | 3:59             |
| 2.               | 給不在這裡的你（ここにいないあなたへ）          | 4:56             |
| 3.               | The Shower                  | 3:53             |
| 4.               | 多啦A夢之歌（ドラえもんのうた，House Ver.） | 3:56             |
| 总时长：         | 总时长：                    | 16:44            |

## 外部連結
- 星野源『ドラえもん』 - 特設サイト（页面存档备份，存于）（日語）
- YouTube上的星野源 - ドラえもん 【MUSIC VIDEO & 特典DVD予告編】（日語）
- 《電影多啦A夢：大雄的寶島》官方網站（页面存档备份，存于）（日語）